# Pussigny
Pussigny är en kommun i departementet Indre-et-Loire i regionen Centre-Val de Loire i de centrala delarna av Frankrike. Kommunen ligger i kantonen Sainte-Maure-de-Touraine som tillhör arrondissementet Chinon. År 2022 hade Pussigny 160 invånare.

## Befolkningsutveckling
Antalet invånare i kommunen Pussigny
Referens:INSEE